# Androlepis
Androlepis, mamnji biljni rod iz porodice tamjanikovki čije tri vrste rastu  na području Meksika i Srednje Amerike. Rod je opisan 1970.
Sve tri vrste su epifiti.

## Vrste
1. Androlepis fragrans Leme & H.Luther
2. Androlepis najarroi Ram.-Díaz & I.Ramírez
3. Androlepis skinneri (K.Koch) Brongn. ex Houllet